# Pręgoszatka różowa
Pręgoszatka różowa, ptasznik chilijski – gatunek pająka z infrarzędu ptaszników i rodziny ptasznikowatych. Zamieszkuje Amerykę Południową.

## Taksonomia
Gatunek ten opisany został po raz pierwszy w 1837 roku przez Charlesa Athanase’a Walckenaera pod nazwą Mygale rosea. W 1850 roku przeniesiony został przez Carla Ludwiga Kocha do rodzaju Lasiodora, a w 1871 roku przez Antona Ausserera do rodzaju Eurypelma. W 1897 roku Frederick Octavius Pickard-Cambridge opisał Eurypelma spatulatum i z takim epitetem omawiany takson umieszczony został w rodzaju Grammostola przez Eugène’a Simona w 1903 roku. Synonimizacji z gatunkiem opisanym przez Walckenaera dokonał Günter Schmidt w 1996 roku jako pierwszy podając stosowaną współcześnie kombinację.

## Występowanie
Ptasznik ten występuje w Boliwii, Argentynie i Chile. Zamieszkuje górzyste, skaliste tereny, gdzie przebywa między kamieniami.

## Wygląd
Dorosły pająk jest różoworudy, gęsto owłosiony.
- długość ciała[12][3]: samica – około 7 cm | samiec – około 4–5 cm

### Odmiany barwne[3]
Wyróżnia się 4 odmiany barwne tego pająka:
- Grammostola rosea 'classic’ – najpopularniejsza odmiana, charakteryzująca się różowym karapaskem i ciemnym odwłokiem (opistosomą). Do Polski dotarła w latach 80. XX wieku
- Grammostola rosea 'red' – pająki tej odmiany mają czerwone ubarwienie całego ciała, są przy tym pokryte białymi włoskami. W Polsce pojawiła się w latach 2004–2005.
- Grammostola rosea 'orange – jedna z najpopularniejszych odmian, ubarwienie ciała pomarańczowe, nie czerwone jak u odmiany red'. W Polsce dostępna od roku 2006/2007.
- Grammostola rosea 'silver' – najrzadsza odmiana, spotykana w hodowlach od kilku lat, cechą odróżniającą od innych jest gęstsze i bielsze owłosienie.

## Długość życia i rozwój
Samice są długowieczne – dożywają 20 lat, samce umierają po 2 latach od ostatniej wylinki.

## Zachowanie i jad
Gatunek ten ma spokojne i łagodne usposobienie, rzadko przyjmuje postawę obronną, zamiast tego wyczesuje włoski parzące. Pająk zwykle jest wolny, większość czasu stoi nieruchomo w jednym miejscu. Jad tego pająka jest słaby, nie zagraża życiu człowieka.

## Hodowla
Pojemnik musi być dostosowany do wielkości danego osobnika. Młode trzyma się w kliszówce, z wiekiem przekłada się pająka do większego pojemnika. Dorosła samica wymaga terrarium o wymiarach 25/25/25 cm (dł./szer./wys.). Wilgotność należy utrzymywać na stałym umiarkowanym poziomie (około 70%), a temperaturę na poziomie 26–29°C ze spadkami w nocy do 24–25°C. Pająka karmi się różnymi owadami, ważne aby karmówka nie była większa od samego pająka. Karmi się go świerszczami, karaczanami, szarańczami, larwami drewnojada i  larwami mącznika młynarka (ważne, by larwy nie zakopały się pod ziemię i nie zaatakowały pająka podczas bądź przed wylinką). Młode karmi się larwami mącznika, wylęgiem świerszcza bądź karaczana.